# Якуб-ага Рудзевич
Якуб-ага Рудзевич (*д/н — 1784) — державний діяч спочатку Кримського ханства, гетьман Ханської України, згодом член «Кримського уряду» під пануванням Російської імперії. Відомий в російський офіційних документах як Яків Ізмайлович Рудзевич.

## Життєпис
Походив з литовських татар. Його батько Ізмаїл десь у 1710-х роках перебрався на Правобережну Україну, а потім до Буджаку. Звідси була поширена теорія, що Якуб належав до буджацьких татар. Здобув чималі знання, займаючись торгівлею кіньми. Насамперед володів турецькою, татарською, польською, волоською мовами.
У березні 1760 року прибув до Криму, де поступив на службу до кримського хана Кирим Ґерай, ставши його драгоманом. Отримав титул аги. Також займався продажем ногайських коней до прусського війська під час Семирічної війни. 1761 року за наказом хана прибув до Берліну з метою укладання антиросійського союзу. Сходження на російський трон 1762 року Петра III, що припинив війну з Пруссією, змінило ситуацію. Прусська дипломатія тепер вела мову тільки про найм кримського війська для війни з Австрією та подальшу закупівлю коней. Обома цими справами опікувався Якуб-ага, примноживши як міжнародний вплив, так і скарбницю хана.
У 1762—1764 роках активно допомагав ханові в заселенні вздовж річок Кодима і Ягорлик «ханських слобідок» і відродженні Ханської України, що неофіційно стала зватися Ганьщиною. Її було розширено до Південного Бугу. 1765 року новий хан Селім III Ґерай призначає Якуб-агу гетьманом Ханської України (гетьманом дубоссарським). Резиденцією його стало місто Балта. Французький консул у Криму Франсуа де Тотт назвав його «губернатором і начальником митниці Балти». У турецьких і польських документах він значився воєводою. Сам Якуб підписувався як «гетьман і воєвода подністровський і комендант границь українних».
1767 року за наказом хана Максуд Ґерая його було арештовано, а майно конфісковано. Звільнився та поновився у гетьманстві завдяки де Тотту у 1768 році після повалення хана.
1768 року під час Коліївщини спровокував пограбування Балти гайдамаками, які захопили гетьманські клейноди, що дало підстави незабаром проголосити Максима Залізняка гетьманом українським. Український історик Владислав Грибовський вважає Якуба-агу автором «Золотої грамоти», на яку посилалися гайдамаки, увійшовши до Речі Посполитої. Зрештою, своїми інтригами Якуб-ага призвів до оголошення османським султаном Мустафою III війни Російській імперії.
У серпні 1770 року разом з небожем Юсуф Ібрагімом перейшов на бік росіян, прибувши до ставки Петра Паніна, що керував облогою Бендер. Відомості Якуб-аги Панін були настільки важливими, що після взяття Бендер на її основі Панін представив Державній раді секретну доповідь «Об отложении крымских татар от власти турецкой». Доповідь була схвалена особисто Катериною ІІ.
Для реалізації проекту анексії Криму була створена спеціальна комісія, в яку як перекладач був залучений Якуб-ага. Основним її завданням було ведення таємних переговорів з впливовими ногайцями і кримськими татарами. 1774 року комісію очолив Григорій Потьомкін.
1781 року за активну допомогу росіянам отримав посаду радника Державної канцелярії. 1783 року після окупації Криму дипломатією та підкупом сприяв визнанню мурзами Ширін і Мансур, муфтієм Мусаллаф-ефенді і кадіаскером Сеїт Мегмет-ефенді влади російської імперії. В свою чергу вони привели до присяги беїв та іншу кримськотатарську знать. За такі дії Якуб-ага отримав права російського дворянина та чин статського радника.
У серпні 1783 року увійшов до складу «Кримського уряду», що представляв кримськотатарську знать та повинен був допомагати цивільному правителю Таврійської області Василю Каховському і генерал-губернатору Григорію Потьомкіну. Очолив цей «уряд» Мегметша-бей, мурза Ширін. У грудні 1783 року Якуб-агу призначено кадіаскером. Рудзевич відправив до кожного каймакамства і кадилику по споглядачу, щоб контролювали намісників (каймакамів) та кадіїв. З початком міграції кримських татар з півострова пропонував російському уряду заборонити їх виїзд до Османської імперії.
Помер Рудзевич у жовтні 1784 року. На той час фактично не мав значних статків, лише земельний маєток біля Ак-Мечеті (частина сучасного Сімферополя) і будинок в Карасубазарі (тут з 1784 року розташовувалося Таврійське обласне правління). Тому Григорій Потьомкін виклопотав пенсіон для вдови та дітей в розмірі 1200 карбованців.

## Родина
Дружина — Фатима
Діти:
- Катерина (1774—1799), дружина дійсного статського радника Михайла Ладигіна
- Олександр (1775—1829), генерал від інфантерії, Новоросійський генерал-губернатор
- Єлизавета (1776—1840), дружина Андрія Шостака, віцегубернатора Таврійської губернії
- Костянтин (1777—1799)